# USATF New York City Grand Prix

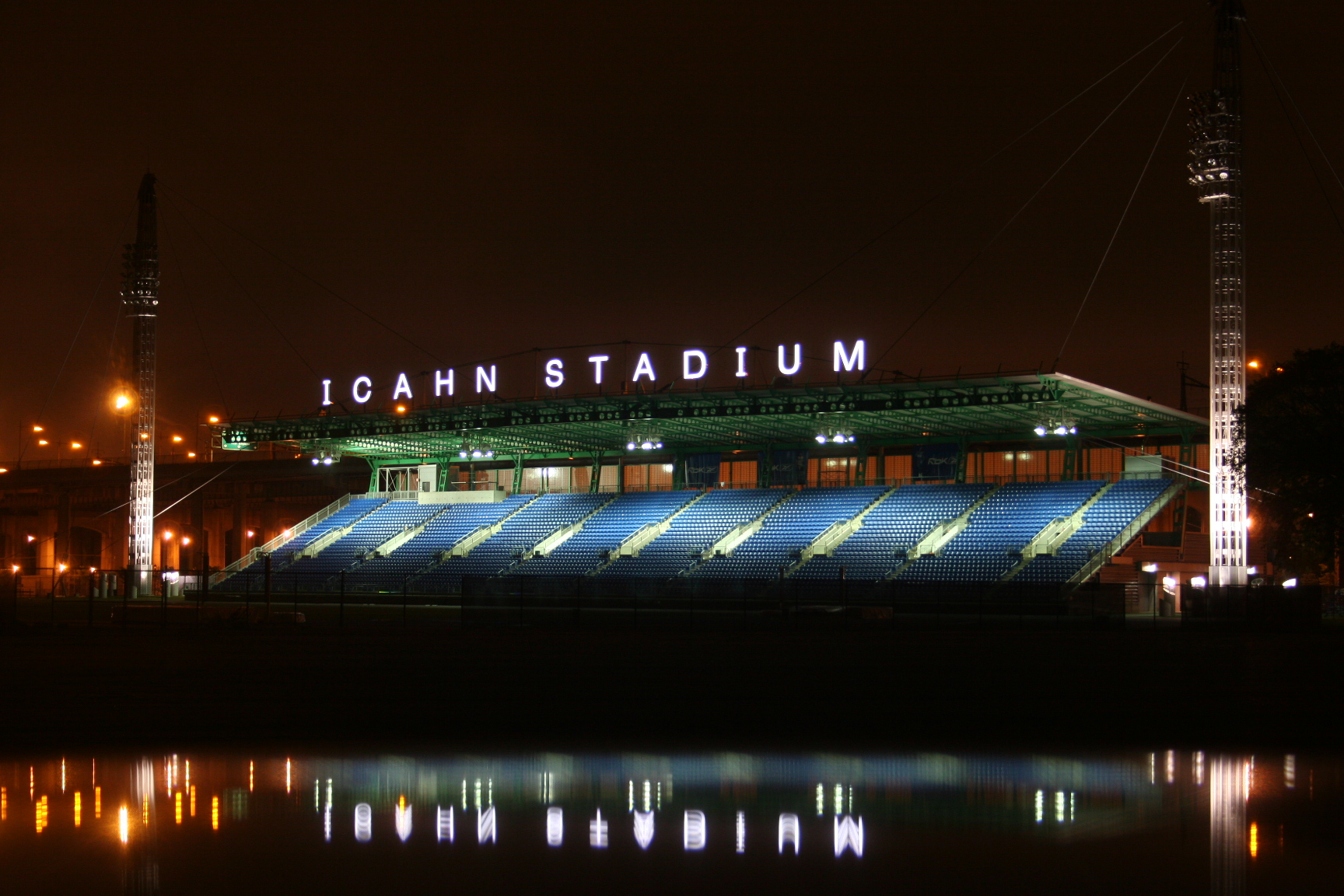
L'Icahn Stadium, luogo di svolgimento dell'Adidas Grand Prix

L'Adidas Grand Prix, chiamato in precedenza Reebok Grand Prix, è stato un evento internazionale di atletica leggera che si teneva annualmente all'Icahn Stadium di New York, negli Stati Uniti d'America. Inizialmente era uno dei cinque eventi dello IAAF Grand Prix, dal 2010 è stato parte della Diamond League.
Nel 2022, il meeting riparte come New York Grand Prix organizzato dalla USA Track & Field.

## Record mondiali
Durante l'Adidas Grand Prix due record mondiali sono stati battuti.
| Anno | Specialità | Record          | Atleta        | Nazionalità |
| ---- | ---------- | --------------- | ------------- | ----------- |
| 2008 | 100 m      | 9.72 (+1.7 m/s) | Usain Bolt    | Giamaica    |
| 2006 | 5000 m     | 14'24.53        | Meseret Defar | Etiopia     |

## Edizioni
Di seguito la tabella delle ultime edizioni del meeting.
| Anno | Edizione | Circuito                 | Dettagli               |
| ---- | -------- | ------------------------ | ---------------------- |
| 2007 | I        | IAAF Grand Prix 2007     | Reebok Grand Prix 2007 |
| 2008 | II       | IAAF Grand Prix 2008     | Reebok Grand Prix 2008 |
| 2009 | III      | IAAF Grand Prix 2009     | Reebok Grand Prix 2009 |
| 2010 | IV       | IAAF Diamond League 2010 | Adidas Grand Prix 2010 |
| 2011 | V        | IAAF Diamond League 2011 | Adidas Grand Prix 2011 |
| 2012 | VI       | IAAF Diamond League 2012 | Adidas Grand Prix 2012 |
| 2013 | VII      | IAAF Diamond League 2013 | Adidas Grand Prix 2013 |
| 2014 | VIII     | IAAF Diamond League 2014 | Adidas Grand Prix 2014 |
| 2015 | IX       | IAAF Diamond League 2015 | Adidas Grand Prix 2015 |

## Record del meeting

### Uomini
| Specialità             | Record             | Atleta                    | Nazionalità | Data           | Note  |
| ---------------------- | ------------------ | ------------------------- | ----------- | -------------- | ----- |
| 100 m piani            | 9"72 (+1,7 m/s)    | Usain Bolt                | Giamaica    | 31 maggio 2008 |       |
| 200 m piani            | 19"58              | Tyson Gay                 | Stati Uniti | 30 maggio 2009 |       |
| 400 m piani            | 44"70              | Xavier Carter             | Stati Uniti | 31 maggio 2008 |       |
| 800 m piani            | 1'41"74            | David Rudisha             | Kenya       | 9 giugno 2012  | [ 1 ] |
| 1000 m piani           | 2'16"94            | Alex Kipchirchir          | Kenya       | 11 giugno 2005 |       |
| 1500 m piani           | 3'33"29            | Nicholas Kemboi           | Kenya       | 12 giugno 2010 | [ 2 ] |
| Miglio                 | 3'52"94            | Alan Webb                 | Stati Uniti | 2 giugno 2007  |       |
| 3000 m piani           | 7'39"48            | Gebregziabher Gebremariam | Etiopia     | 11 giugno 2005 |       |
| 5000 m piani           | 13'02"90           | Micah Kogo                | Kenya       | 30 maggio 2009 |       |
| 110 m hs               | 12"92 (+1,5 m/s)   | Liu Xiang                 | Cina        | 2 giugno 2007  |       |
| 400 m hs               | 47"86              | Kerron Clement            | Stati Uniti | 12 giugno 2010 | [ 3 ] |
| 3000 m siepi           | 8'01"85            | Paul Kipsiele Koech       | Kenya       | 31 maggio 2008 |       |
| Salto in alto          | 2,36 m             | Jesse Williams            | Stati Uniti | 9 giugno 2012  | [ 4 ] |
| Salto in alto          | 2,36 m             | Robert Grabarz            | Regno Unito | 9 giugno 2012  | [ 4 ] |
| Salto con l'asta       | 5,85 m             | Renaud Lavillenie         | Francia     | 12 giugno 2010 | [ 5 ] |
| Salto in lungo         | 8,16 m (+1,6 m/s)  | Mitchell Watt             | Australia   | 9 giugno 2012  | [ 6 ] |
| Salto triplo           | 17,98 m (+1,2 m/s) | Teddy Tamgho              | Francia     | 12 giugno 2010 | [ 7 ] |
| Getto del peso         | 21,68 m            | Christian Cantwell        | Stati Uniti | 3 giugno 2006  |       |
| Lancio del disco       | 66,84 m            | Jarred Rome               | Stati Uniti | 11 giugno 2005 |       |
| Lancio del martello    | 74,01 m            | Kibwe Johnson             | Stati Uniti | 11 giugno 2005 |       |
| Lancio del giavellotto | 87,02 m            | Andreas Thorkildsen       | Norvegia    | 12 giugno 2010 | [ 8 ] |

### Donne
| Specialità             | Record             | Atleta                  | Nazionalità   | Data           | Note   |
| ---------------------- | ------------------ | ----------------------- | ------------- | -------------- | ------ |
| 100 m piani            | 10"91 (+0,9 m/s)   | Veronica Campbell-Brown | Giamaica      | 31 maggio 2008 |        |
| 200 m piani            | 21"98              | Veronica Campbell-Brown | Giamaica      | 12 giugno 2010 | [ 9 ]  |
| 400 m piani            | 49"91              | Amantle Montsho         | Botswana      | 25 maggio 2013 | [ 10 ] |
| 800 m piani            | 1'57"48            | Fantu Magiso            | Etiopia       | 9 giugno 2012  | [ 11 ] |
| 1500 m piani           | 4'01"60            | Nancy Langat            | Kenya         | 12 giugno 2010 | [ 12 ] |
| Miglio                 | 4'39"17            | Wesley Frazier          | Stati Uniti   | 25 maggio 2013 | [ 13 ] |
| 3000 m piani           | 8'33"57            | Meseret Defar           | Etiopia       | 11 giugno 2005 |        |
| 5000 m piani           | 14'24"53           | Meseret Defar           | Etiopia       | 3 giugno 2006  |        |
| 100 m hs               | 12"45 (+1,7 m/s)   | Michelle Perry          | Stati Uniti   | 11 giugno 2005 |        |
| 100 m hs               | 12"45 (+1,4 m/s)   | Virginia Powell         | Stati Uniti   | 2 giugno 2007  |        |
| 400 m hs               | 54"85              | T'erea Brown            | Stati Uniti   | 9 giugno 2012  | [ 14 ] |
| 3000 m siepi           | 9'27"29            | Milcah Cheywa           | Kenya         | 11 giugno 2011 | [ 15 ] |
| Salto in alto          | 1,94 m             | Emma Green              | Svezia        | 11 giugno 2011 | [ 16 ] |
| Salto in alto          | 1,94 m             | Blanka Vlašić           | Croazia       | 25 maggio 2013 | [ 17 ] |
| Salto con l'asta       | 4,88 m             | Jennifer Suhr           | Stati Uniti   | 2 giugno 2007  |        |
| Salto in lungo         | 6,79 m (-1,1 m/s)  | Janay DeLoach           | Stati Uniti   | 25 maggio 2013 | [ 18 ] |
| Salto triplo           | 14,71 m (-0,9 m/s) | Ol'ga Rypakova          | Kazakistan    | 9 giugno 2012  | [ 19 ] |
| Getto del peso         | 20,60 m            | Valerie Adams           | Nuova Zelanda | 9 giugno 2012  | [ 20 ] |
| Lancio del disco       | 68,48 m            | Sandra Perković         | Croazia       | 25 maggio 2013 | [ 21 ] |
| Lancio del martello    | 66,73 m            | Britney Henry           | Stati Uniti   | 31 maggio 2008 |        |
| Lancio del giavellotto | 69,35 m            | Sunette Viljoen         | Sudafrica     | 9 giugno 2012  | [ 22 ] |